# AT&T Corporation
A AT&T Corp., originalmente a American Telephone and Telegraph Company, foi uma subsidiária da AT&T que fornecia serviços de voz, vídeo, dados e telecomunicações na Internet e profissionais para empresas, consumidores e agências governamentais.
Durante sua longa história, a AT&T foi por algumas vezes vezes a maior empresa de telefonia do mundo, a maior operadora de televisão a cabo do mundo, e um monopólio regulado. Em seu auge nos anos 1950 e 1960, empregava um milhão de pessoas e sua receita era de aproximadamente US $ 3 bilhões por ano.
Em 2005, a AT&T foi comprada pela Baby Bell e pela ex-subsidiária SBC Communications por mais de US$ 16 bilhões (US $ 20.5 bilhões em termos atuais). A SBC então mudou seu nome para AT&T Inc.
A AT&T Corp  continuou como uma subsidiária de longa distância até sua dissolução em 1º de maio de 2024.

## História
A AT&T foi fundada como Bell Telephone Company por Alexander Graham Bell, Thomas Watson e Gardiner Greene Hubbard após a patente do telefone pela Bell em 1875. Em 1881, a Bell Telephone Company havia se tornado a American Bell Telephone Company. Uma de suas subsidiárias era a American Telephone and Telegraph Company (AT&T), fundada em 1885.
Em 30 de dezembro de 1899, a AT&T adquiriu os ativos de sua controladora American Bell Telephone, tornando-se a nova controladora. A AT&T estabeleceu uma rede de subsidiárias telefônicas locais nos Estados Unidos.
A AT&T e suas subsidiárias detinham um monopólio de serviço telefônico, autorizado em 1913 por autoridades governamentais com o Compromisso de Kingsbury, durante a maior parte do século XX. Esse monopólio era conhecido como Sistema Bell, e durante esse período, a AT&T também era conhecida pelo apelido de Ma Bell.
Em 1982, os reguladores dos EUA acabaram com o monopólio da AT&T, exigindo que a AT&T alienasse suas subsidiárias locais, o que fez agrupando-as em sete empresas individuais. Essas novas empresas eram conhecidas como Regional Bell Operating Companies ou, mais informalmente, Baby Bells. A AT&T continuou a operar serviços de longa distância, mas enfrentou uma concorrência crescente de concorrentes fornecidos no exterior, como a MCI e a Sprint.
A Southwestern Bell Corporation (SBC) foi uma das empresas criadas pela cisão da AT&T Corp. a empresa logo iniciou uma série de aquisições, incluindo a aquisição do negócio móvel Metromedia em 1987 e a aquisição de várias empresas de cabo no início da década de 1990. Na segunda metade da década de 1990, a empresa adquiriu várias outras empresas de telecomunicações, incluindo duas Baby Bells (Pacific Telesis Group e Ameritech Corporation), ao vender seu negócio de cabo. Durante esse tempo, a empresa mudou seu nome para SBC Communications Inc. No início de 1997, C. Michael Armstrong foi nomeado CEO, e Armstrong nomeou John Zeglis como presidente no final do mesmo ano. Em 1998, a empresa estava no top 15 da Fortune 500.

Em 18 de novembro de 2005, a SBC Communications comprou sua antiga controladora, a AT&T Corporation por US$ 16 bilhões. Após essa compra, a SBC adotou o nome e a marca mais conhecidos da AT&T, com a AT&T Corporation original ainda existindo como a subsidiária de telefonia fixa de longa distância da empresa resultante da fusão. A atual AT&T Inc. reivindica a história original da AT&T Corporation (datada de 1877) como sua, mas mantém a estrutura corporativa e o histórico de preços de ações da SBC anteriores a 2005. Além disso, todos os registros da SEC anteriores a 2005 estão sob a SBC, não a AT&T.

### Trabalhos citados
- Brock, Gerald W. The Telecommunications Industry The Dynamics Of Market Structure. Col: Harvard Economic Studies. [S.l.: s.n.] ISBN 978-0-674-87285-1
- Brooks, John. Telephone The First Hundred Years. [S.l.: s.n.] ISBN 978-0-06-010540-2
- «Milestones in AT&T History». Consultado em 17 de agosto de 2019. Arquivado do original em 28 de setembro de 2008